# ليليانا فينانسيو
ليليانا فينانسيو (بالبرتغالية: Liliana Venâncio‏) مواليد 19 سبتمبر 1995، هي لاعبة كرة يد أنغولية تلعب كمحور. مثلت منتخب أنغولا لكرة اليد للسيدات. شاركت في دورة الألعاب الأولمبية الصيفية سنة 2016.

## سجل المنافسة
شاركت في البطولات التالية:
- الألعاب الأولمبية الصيفية 2016
- بطولة العالم لكرة اليد للسيدات 2015

## روابط خارجية
- ليليانا فينانسيو على موقع اللجنة الأولمبية الدولية (الإنجليزية)
- ليليانا فينانسيو على موقع أوليمبيديا (الإنجليزية)